# Djuröarna
Djuröarna este o arie protejată (arie specială de conservare — SAC, sit de importanță comunitară — SCI, arie de protecție specială avifaunistică — SPA) din Suedia întinsă pe o suprafață de 2.323,3 ha, integral pe uscat.

## Localizare
Centrul sitului Djuröarna este situat la coordonatele 58°50′48″N 13°27′55″E / 58.8468°N 13.4652°E.

## Înființare
Situl Djuröarna a fost declarat arie de protecție specială avifaunistică în august 2012 pentru a proteja 1 specie de plante și 8 specii de animale. Alte tipuri de protecție:
- sit de importanță comunitară (în decembrie 1995)
- arie specială de conservare (în martie 2011)[1][3][4]

## Biodiversitate
Situată în ecoregiunea boreală, aria protejată conține 5 habitate naturale: Păduri aluvionare cu Alnus glutinosa și Fraxinus excelsior (Alno-Padion, Alnion incanae, Salicion albae), Păduri pe pante, grohotișuri și ravene de Tilio-Acerion, Ape stătătoare oligotrofe până la mezotrofe, cu vegetație de Littorelletea uniflorae și/sau de Isoëto-Nanojuncetea, Roci stâncoase cu vegetație pionieră de Sedo-Scleranthion sau Sedo albi-Veronicion dillenii, Mlaștini împădurite.
La baza desemnării sitului se află mai multe specii protejate:
- plante (1): Persicaria foliosa
- păsări (4): cufundar polar (Gavia arctica), vultur pescar (Pandion haliaetus), chiră de baltă (Sterna hirundo), Sterna paradisaea
- pești (4): avat (Aspius aspius), zvârluga (Cobitis taenia), zglăvoacă (Cottus gobio), somonul (Salmo salar)